# Igueste de San Andrés

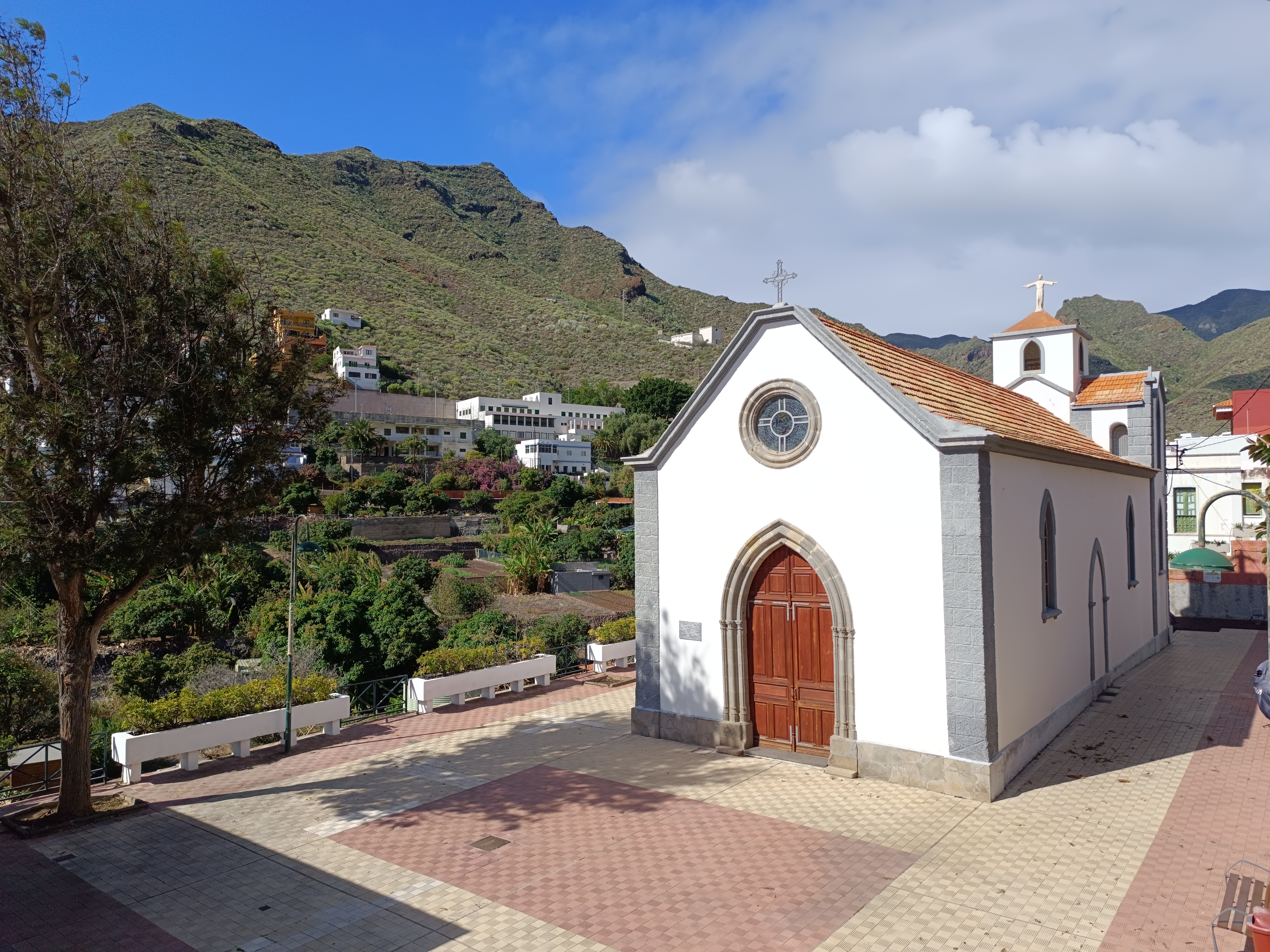
Iglesia de San Pedro Apóstol.

Igueste de San Andrés  es una entidad de población del municipio de Santa Cruz de Tenerife, en la isla de Tenerife —Canarias, España—, que se encuadra administrativamente dentro del distrito de Anaga.
En esta localidad existen diferentes zonas de baño como la playa del Llano, la playita del Burro, o los callaos de Igueste y El Porís.
Entre los principales monumentos del barrio se encuentran la iglesia de San Pedro Apóstol y el Semáforo de Anaga, así como muestras de arquitectura rural canaria.

## Toponimia
El nombre del barrio proviene del barranco y valle en que se ubica. Según algunos investigadores el término es de procedencia guanche, siendo traducido como 'húmedo'.
Otros autores lo han considerado como una deformación del inglés highest, 'alto'.
Por su lado, el apelativo de «de San Andrés» le viene por haber sido desde su origen un pago de esta localidad vecina.

## Características
Se encuentra situado en las laderas que flanquean el tramo final del barranco de Igueste, en la vertiente sur del macizo de Anaga, a unos 16 kilómetros del casco urbano de Santa Cruz y a una altitud media de 21 m s. n. m. La altitud máxima de la localidad se ubica en la elevación conocida como Lomo de las Chamuscadas, a 823 m s. n. m.
Cuenta con una iglesia dedicada a San Pedro Apóstol, una plaza pública, un parque infantil, un salón social, un cementerio, un cajero automático y un colegio. También cuenta con cierta oferta en bares y restaurantes.
El valle de Igueste, gracias a sus peculiares condiciones, posee una gran diversidad de árboles frutales tropicales que proporcionan abundantes frutos entre los que destacan los mangos, aguacates y papayas.
La superficie de la localidad está incluida en el Parque rural de Anaga y al igual que los otros pueblos y caseríos de Anaga, estando también incluido en la Reserva de la Biosfera del Macizo de Anaga declarada como tal por la UNESCO en 2015.

## Demografía
En la actualidad con 575 habitantes (2021), Igueste de San Andrés es la quinta localidad más poblada del distrito de Anaga, tras San Andrés, María Jiménez, Valleseco y el Barrio de La Alegría.
| Año        | 2000 | 2001 | 2002 | 2003 | 2004 | 2005 | 2006 | 2007 | 2008 | 2009 | 2010 | 2011 | 2012 | 2013 | 2014 | 2015 | 2016 | 2017 | 2021 |
| ---------- | ---- | ---- | ---- | ---- | ---- | ---- | ---- | ---- | ---- | ---- | ---- | ---- | ---- | ---- | ---- | ---- | ---- | ---- | ---- |
| Habitantes | 1217 | 1207 | 1186 | 1133 | 887  | 871  | 855  | 845  | 848  | 826  | 803  | 813  | 615  | 593  | 598  | 555  | 550  | 537  | 575  |

## Historia
El valle de Igueste se encuentra habitado desde época guanche, tal y como atestiguan los diferentes hallazgos arqueológicos realizados. Este territorio pertenecía al menceyato de Anaga.
Tras la conquista de la isla por Alonso Fernández de Lugo en 1496, las tierras del valle se repartieron entre los conquistadores y colonos, siendo la primera data la concedida al conquistador grancanario Rodrigo el Cojo en 1499:

Rodrigo el Coxo. Una fanega de tierra de regadío en el valle de Gueste, que es en Naga, e unas figueras que en el valle están e una cueva con el avchón de arriba e tierra que sembréis. 4-V-1499
Las Datas de Tenerife (Libros I a IV de datas originales). Elías Serra Ráfols.

Desde su aparición en el siglo xvi hasta 1850, Igueste fue un pago del lugar de San Andrés, estando bajo su jurisdicción política, judicial y eclesiástica. Cuando San Andrés pasó a formar parte del municipio de Santa Cruz de Tenerife, el caserío de Igueste comenzó a contar con su propio alcalde pedáneo.
En diciembre de 1740 Antonio Riviere hizo una descripción de Igueste que quedó recogida en el libro publicado por Juan Tous Meliá Descripción general de las Islas Canarias (1740-1743):

Es una aldea dependiente de la parroquia de Santa Cruz. No tiene capilla. Van a misa al Valle de San Andrés y acuden a Santa Cruz por los sacramentos. Se compone esta aldea de veinticinco vecinos. Su cosecha es de vino, trigo y legumbres.

Debido a las dificultades orográficas la forma más rápida y utilizada para acceder a esta población era por vía marítima, habiendo conexiones entre Igueste y la ciudad de Santa Cruz. La situación comenzó a cambiar en 1922 cuando se logró contar con una pista de tierra que fue asfaltada ya en la década de 1940. El transporte público comenzó a llegar a Igueste a comienzos de los años 70.
Aquí nació el supuesto pirata canario Cabeza de Perro. 
El caserío de Igueste también cuenta con cementerio propio que aún se encuentra en activo. Fue construido tras una epidemia de fiebres palúdicas sufrida en la zona en 1889, ya que con anterioridad los fallecidos del lugar eran enterrados en el vecino cementerio de San Andrés.
La iglesia de Igueste comenzó a construirse en 1890, siendo consagrada el 29 de junio de 1909 como parte de la parroquia de San Andrés. En 1943 fue ascendida al rango de parroquia.
En 1994 gran parte de la superficie de Igueste pasa a estar incluida en el parque rural de Anaga.
En 2006 parte de Igueste queda fuera de ordenación debido a que el Ministerio de Medio Ambiente fija el deslinde de los bienes marítimo-terrestres en 100 metros a partir del punto máximo que alcanzan las mareas. En abril de 2014 el Tribunal Supremo rechaza la petición hecha por el Gobierno de Canarias y por el Ayuntamiento de Santa Cruz de Tenerife para declarar Igueste como núcleo urbano, fijándose el deslinde en los 100 metros y quedando parte del barrio fuera de ordenación. Finalmente, en junio de 2015 Costas acepta las alegaciones presentadas por el Ayuntamiento de Santa Cruz en que se demostraba que a la entrada en vigor de la Ley de Costas de 1988, se daban en la zona los servicios urbanísticos y el grado de consolidación necesaria para que el deslinde se fije en 20 metros.

## Aguas
El valle de Igueste de San Andrés cuenta con un microclima húmedo que ha favorecido que durante toda la historia haya sido un lugar de repostaje de agua. Hoy en día el valle tiene un sistema de aguas independiente del de Santa Cruz de Tenerife, contando con suministro de agua potable (cabe destacar que es una de las más limpias del municipio) y sistema propio de aguas residuales. Estas son un problema ya que no son tratadas y contaminan las costas. En el año 2021 se aprobó la construcción de una planta de tratamiento de aguas residuales en el barrio, en el mes de diciembre de 2022 la planta ya se encuentra en pleno funcionamiento.

## Fiestas
En este barrio se celebran fiestas patronales en honor a San Pedro Apóstol el fin de semana siguiente al 29 de junio, en donde destaca la procesión del santo. También se celebran las fiestas de la Virgen del Carmen en septiembre, destacando el homenaje a los hombres de la mar en la playa del barrio.

## Comunicaciones
Se accede desde la localidad de San Andrés por la carretera de Igueste TF-121.

### Transporte público
En autobús —guagua— queda conectado mediante la siguiente línea de TITSA:
| Línea | Trayecto                                        | Recorrido     |
| ----- | ----------------------------------------------- | ------------- |
| 945   | Santa Cruz - San Andrés - Igueste de San Andrés | Horario/Línea |

### Caminos
Igueste de San Andrés siempre ha estado relacionado con el excursionismo en Tenerife, por ser el destino de muchas rutas. En la plaza de San Pedro hay una placa conmemorativa colocada por la Federación Tinerfeña de Montañismo. 
Desde el núcleo parten varios caminos como el camino de La Atalaya, que sube hasta dicha montaña; el camino del barranco de Igueste, que recorre el fondo de este y conduce a las cumbres de Anaga; o el camino de Los Pasos, muy peligroso y solo utilizado por expertos que va desde el cementerio de Igueste hasta la playa de Zápata, pasando cerca de El Semáforo.
También cuenta con dos de los caminos homologados en la Red de Senderos de Tenerife:
- Sendero PR-TF 5 Chamorga - Igueste de San Andrés.
  - Sendero PR-TF 5.1 Igueste de San Andrés - El Semáforo.

## Galería

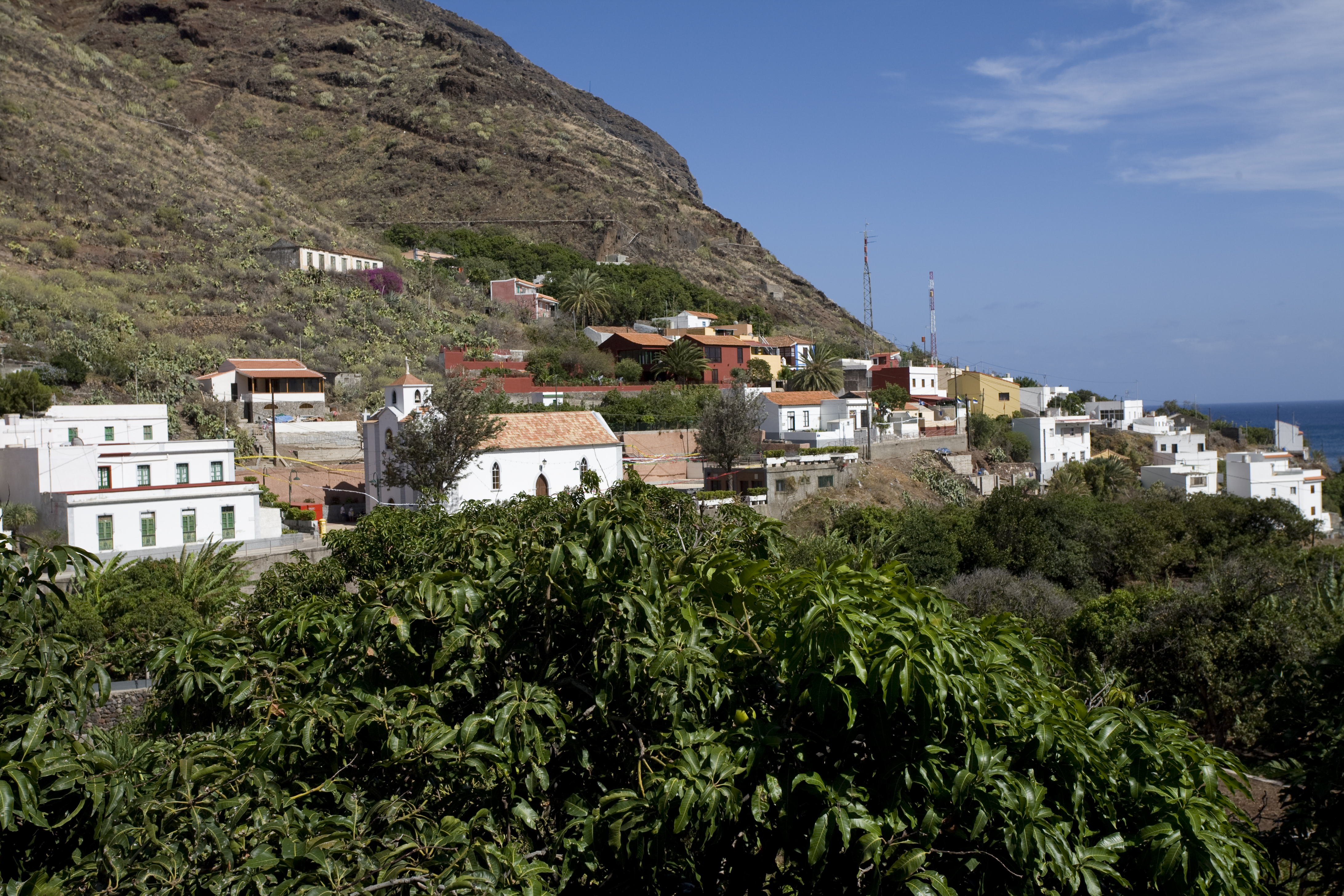
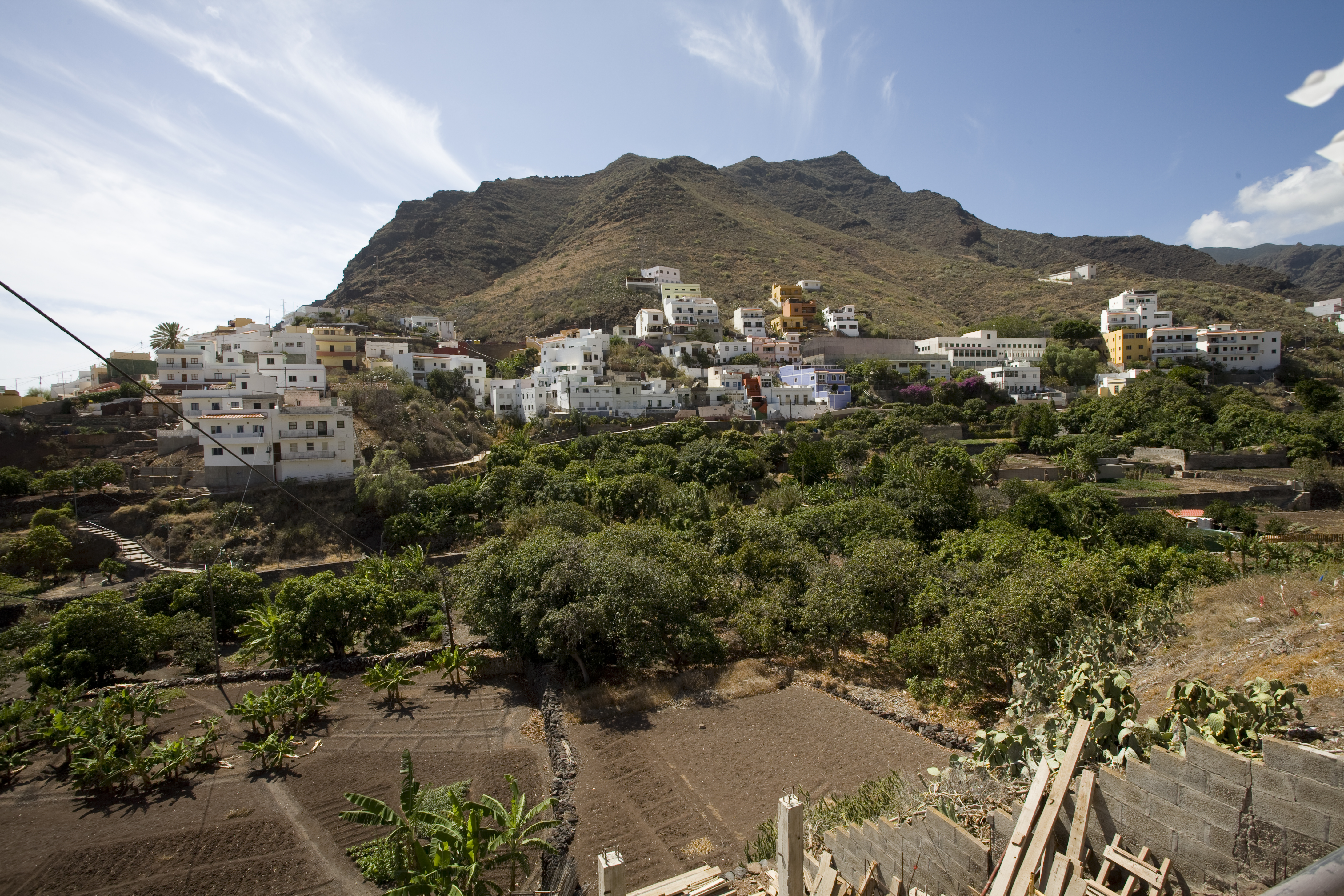
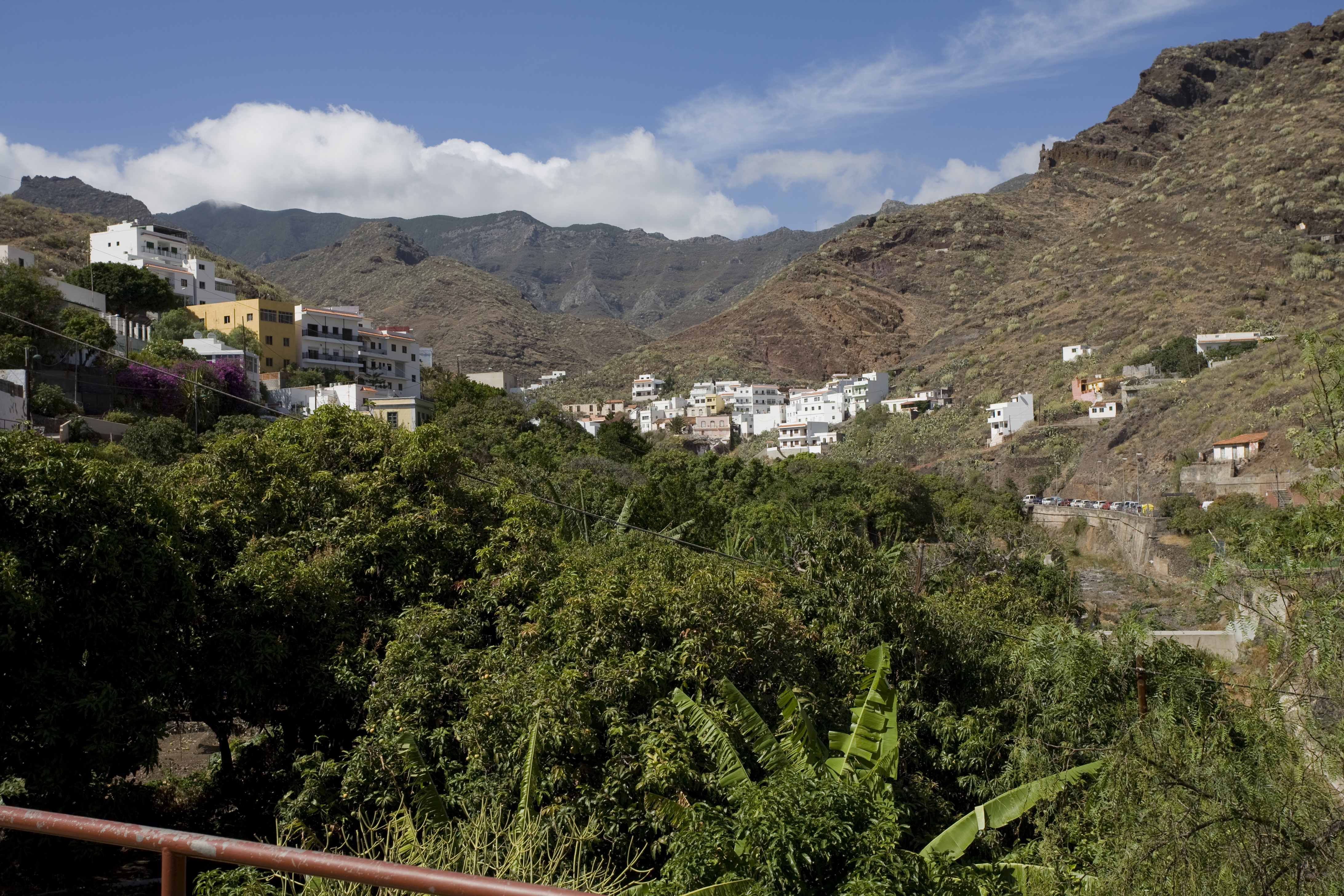
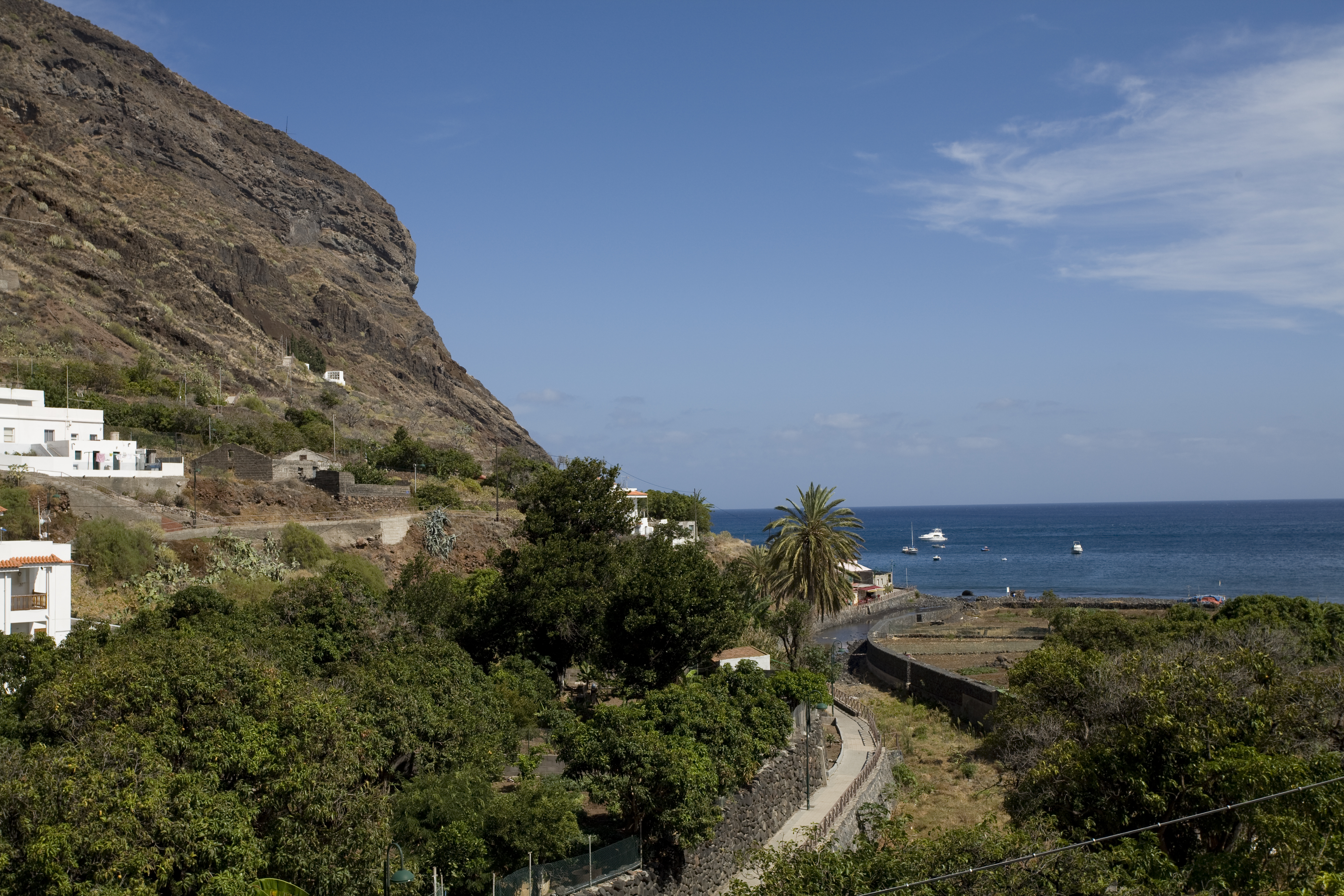
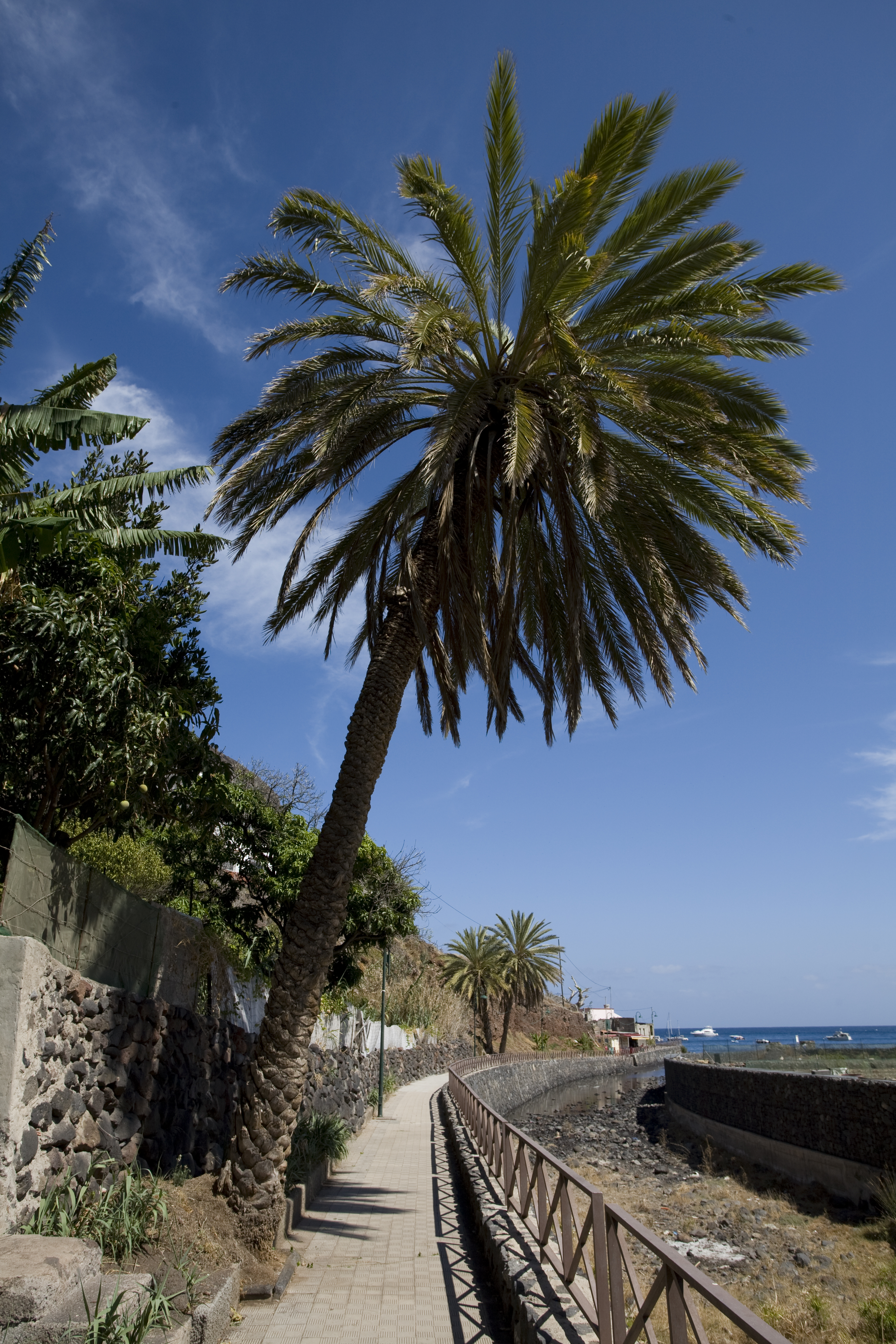
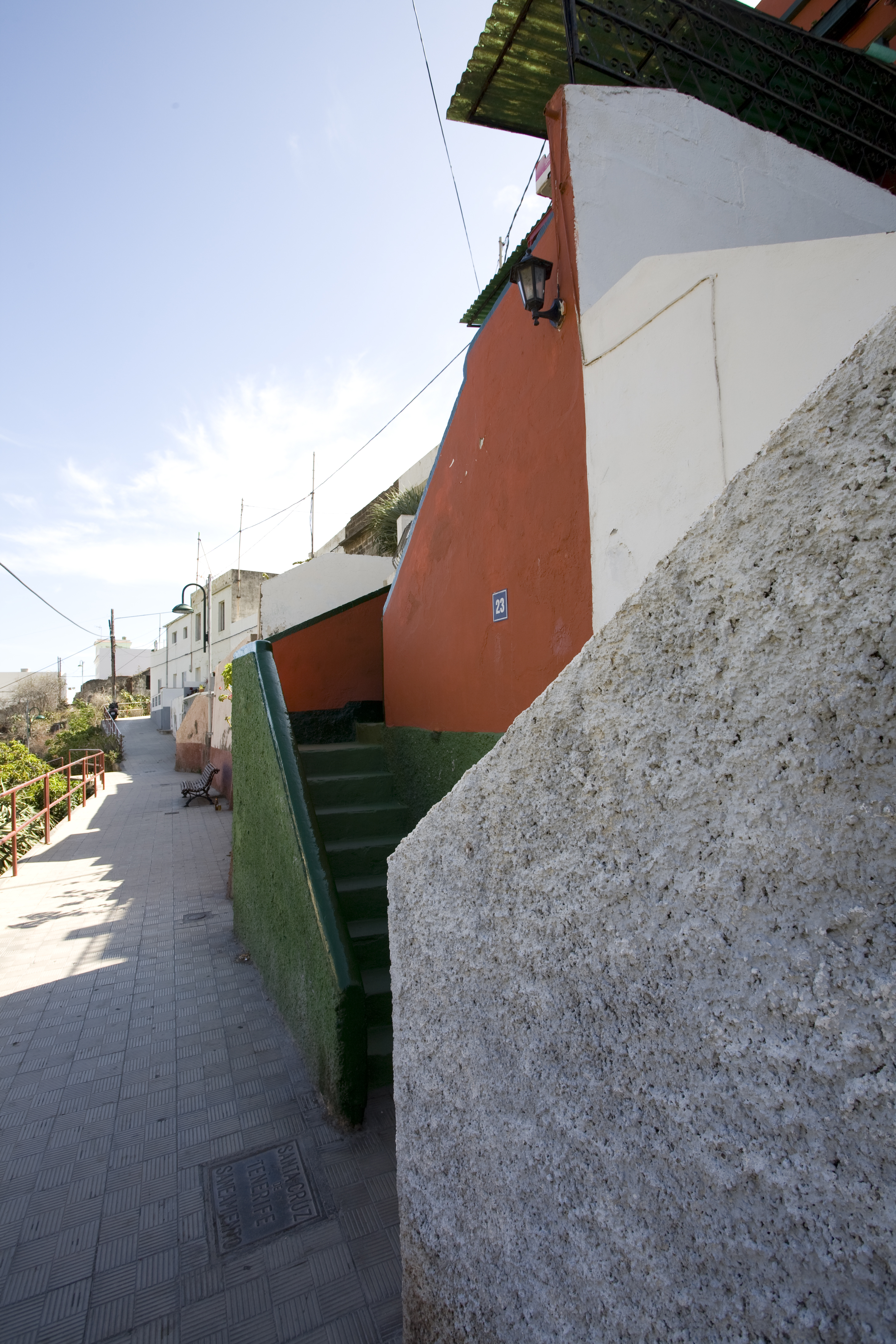